# Minerale voeding
De minerale voeding van planten bestaat uit de in water opgeloste of in de atmosfeer aanwezige stoffen, die de planten opnemen uit de bodem en uit de lucht. Op grond van het gebruik door de planten worden de elementen verdeeld in macro-elementen en sporenelementen. 

## Opname van mineralen
Omdat het grootste deel van het buitenoppervlak van het bovengrondse deel van planten meestal bedekt is door een waterdichte cuticula, worden sommige elementen door de huidmondjes opgenomen uit de lucht, met name C en gedeeltelijk O (via CO2 en O2), de andere benodigde elementen worden door de wortels uit de grond geabsorbeerd.
Uit de bodem worden de overige benodigde elementen geabsorbeerd door de wortels, die geen cuticula hebben.

## Functie van minerale voedingsstoffen
Voor de stevigheid van de planten zijn sommige elementen nodig als bouwstenen van de biomoleculen of voor het handhaven van de osmotische concentratie in de vacuolen, andere elementen zijn nodig bij de stofwisselingsprocessen voor de enzymen vanwege hun katalyserende werking en hun betrokkenheid bij de energieoverdracht en bij de fotosynthese.
Functies, waarbij de elementen betrokken zijn:
- C, H, O, N en S zijn nodig omdat ze de bouwstenen zijn van de moleculen van het leven;
- P en B (en Si) zijn betrokken bij energieoverdracht-reacties;
- K, Na, Mg, Ca, Mn en Cl hebben verschillende functies, waaronder handhaving van de juiste osmotische concentratie, en in de structuren van enzymen, voor hun katalyserende werking;
- Fe, Cu, Zn en Mo zijn nodig in prostetische groepen voor de reacties met elektronenoverdracht.

Stikstof, fosfor en kalium zijn meestal de beperkende elementen, omdat ze óf nodig zijn in de hoogste concentratie, óf het minst vaak in voldoende hoeveelheden worden geleverd door de bodem, of een ander groeimedium. In de plantenteelt is er hierom een behoefte aan toegevoegde meststoffen voor de gewassen.

## Samenstelling van planten
Planten bestaan voor het grootste deel uit de "macro-elementen" koolstof, zuurstof, waterstof en stikstof en bevatten een groot aantal weinig voorkomende "sporenelementen" die niet alle essentieel zijn. Sommige elementen hopen zich als reservestoffen op in bepaalde organen of weefsel.
Andere elementen zijn fluor (als F−), aluminium (Al), vanadium (V), chroom (Cr), kobalt (Co), arseen (As), seleen (Se), broom (Br), strontium (Sr), cadmium (Cd), tin (Sn), barium (Ba), kwik (Hg), lood (Pb).
De minerale samenstelling van planten:
- 90% of meer van de plant bestaat uit de elementen koolstof (C), waterstof (H), zuurstof (O) en stikstof (N);
- in kleinere hoeveelheden worden er in planten meer dan 60 andere elementen gevonden, zoals goud (Au), arseen (As), kwik (Hg), lood (Pb) en uranium (U);
- bepaalde weefsels hopen sommige elementen op, bijvoorbeeld jonge weefsels hebben hogere gehaltes aan stikstof (N), fosfor (P) en kalium (K);
- verschillende plantensoorten hebben een vergelijkbare chemische samenstelling;
- niet alle in een plant voorkomende elementen zijn essentieel, en sommige elementen kunnen niet selectief geabsorbeerd worden

### Macro-elementen
Tot de groep macro-elementen behoren koolstof, waterstof, kalium, magnesium, stikstof, zuurstof, fosfor en zwavel.

### Sporenelementen
Tot groep sporenelementen behoren het niet giftige chloor en ijzer en de voor planten giftige borium, koper, mangaan, molybdeen, nikkel, zink. 

### Tussengroep
Tussen deze twee groepen zijn er een aantal elementen als natrium dat in de vorm van keukenzout (NaCl) erg algemeen is vooral in zeewater, silicium of kiezel dat veel voorkomt als siliciumdioxide of silica (SiO2) in de aardkorst. 

### Tabel
| De belangrijkste elementen in de bodem en in de plant | De belangrijkste elementen in de bodem en in de plant | De belangrijkste elementen in de bodem en in de plant | De belangrijkste elementen in de bodem en in de plant | De belangrijkste elementen in de bodem en in de plant | De belangrijkste elementen in de bodem en in de plant |
| Belangrijke elementen                                 | Opm.                                                  | Voorkomen in bodem                                    | Macro-element, sporenelement                          | Potentieel giftig                                     | Opmerkingen                                           |
| ----------------------------------------------------- | ----------------------------------------------------- | ----------------------------------------------------- | ----------------------------------------------------- | ----------------------------------------------------- | ----------------------------------------------------- |
| Waterstof                                             | (H als H2O)                                           | +                                                     | +                                                     |                                                       | cellulose, zetmeel en andere organische verbindingen  |
| Boor                                                  | (B als HBO3)                                          |                                                       | sporenelement                                         | †                                                     |                                                       |
| Koolstof                                              | (C als CO2)                                           | +                                                     | +                                                     |                                                       | cellulose, zetmeel en andere organische verbindingen  |
| Stikstof                                              | (N als NO3–, NH4+)                                    |                                                       | +                                                     |                                                       | nucleïnezuren, proteïnen, hormonen, etc.              |
| Zuurstof                                              | (O als O2, H2O)                                       | +                                                     | +                                                     |                                                       | cellulose, zetmeel en andere organische verbindingen  |
| Fluor                                                 | (F als F−)                                            |                                                       |                                                       | †                                                     |                                                       |
| Natrium                                               | (Na als Na+)                                          |                                                       |                                                       |                                                       |                                                       |
| Magnesium                                             | (Mg als Mg2+)                                         | +                                                     | +                                                     |                                                       | essentiële bestanddeel van chlorofyl                  |
| Aluminium                                             | (Al)                                                  | +                                                     |                                                       | †                                                     |                                                       |
| Silicium                                              | (Si)                                                  | +                                                     |                                                       |                                                       |                                                       |
| Fosfor                                                | (P als H2PO4−)                                        |                                                       | +                                                     |                                                       | nucleïnezuren, fosfolipiden, ATP                      |
| Zwavel                                                | (S als SO42−)                                         |                                                       | +                                                     |                                                       | bestanddeel van proteïnen                             |
| Chloor                                                | (Cl als Cl−)                                          |                                                       | sporenelement                                         |                                                       |                                                       |
| Kalium                                                | (K als K+)                                            | +                                                     | +                                                     |                                                       | cofactor in eiwitsynthese, waterhuishouding, etc.     |
| Calcium                                               | (Ca als Ca2+)                                         | +                                                     | +                                                     |                                                       | Synthese van membranen en stabilisatie                |
| Vanadium                                              | (V)                                                   |                                                       |                                                       | †                                                     |                                                       |
| Chroom                                                | (Cr)                                                  |                                                       |                                                       | †                                                     |                                                       |
| Mangaan                                               | (Mn als Mn2+)                                         |                                                       | sporenelement                                         | †                                                     |                                                       |
| IJzer                                                 | (Fe als Fe2+, Fe3+)                                   | +                                                     | sporenelement                                         |                                                       |                                                       |
| Kobalt                                                | (Co)                                                  |                                                       |                                                       | †                                                     |                                                       |
| Nikkel                                                | (Ni als Ni2+)                                         |                                                       | sporenelement                                         | †                                                     |                                                       |
| Koper                                                 | (Cu als Cu+)                                          |                                                       | sporenelement                                         | †                                                     |                                                       |
| Zink                                                  | (Zn als Zn2+)                                         |                                                       | sporenelement                                         | †                                                     |                                                       |
| Arseen                                                | (As)                                                  |                                                       |                                                       | †                                                     |                                                       |
| Seleen                                                | (Se)                                                  |                                                       |                                                       | †                                                     |                                                       |
| Broom                                                 | (Br)                                                  |                                                       |                                                       | †                                                     |                                                       |
| Strontium                                             | (Sr)                                                  |                                                       |                                                       | †                                                     |                                                       |
| Molybdeen                                             | (Mo als MoO42−)                                       |                                                       | sporenelement                                         | †                                                     |                                                       |
| Cadmium                                               | (Cd)                                                  |                                                       |                                                       | †                                                     |                                                       |
| Tin                                                   | (Sn)                                                  |                                                       |                                                       | †                                                     |                                                       |
| Barium                                                | (Ba)                                                  |                                                       |                                                       | †                                                     |                                                       |
| Kwik                                                  | (Hg)                                                  |                                                       |                                                       | †                                                     |                                                       |
| Lood                                                  | (Pb)                                                  |                                                       |                                                       | †                                                     |                                                       |